# سفرودونتسك
سفرودونتسك (بالإنجليزية: Sievierodonetsk)‏ هي تتبع لوهانسك أوبلاست. بلغ عدد سكانها 150000 نسمة في 2015 . تبلغ مساحتها 42.1 كيلومتر مربع. ورمزها البريدي هو 93400–93480 .

## الحرب الروسية الأوكرانية 2022
شكلت مدينة سفرودونتسك نقطة إستراتيجية في اقليم الدونباس خلال الحرب الروسية الأوكرانية عام 2022، وبعد معارك شرسة استمرت حوالي شهرين في المدينة أعلنت وزارة الدفاع الروسية السيطرة الكاملة على المدينة في 25 يونيو.

## معرض صور

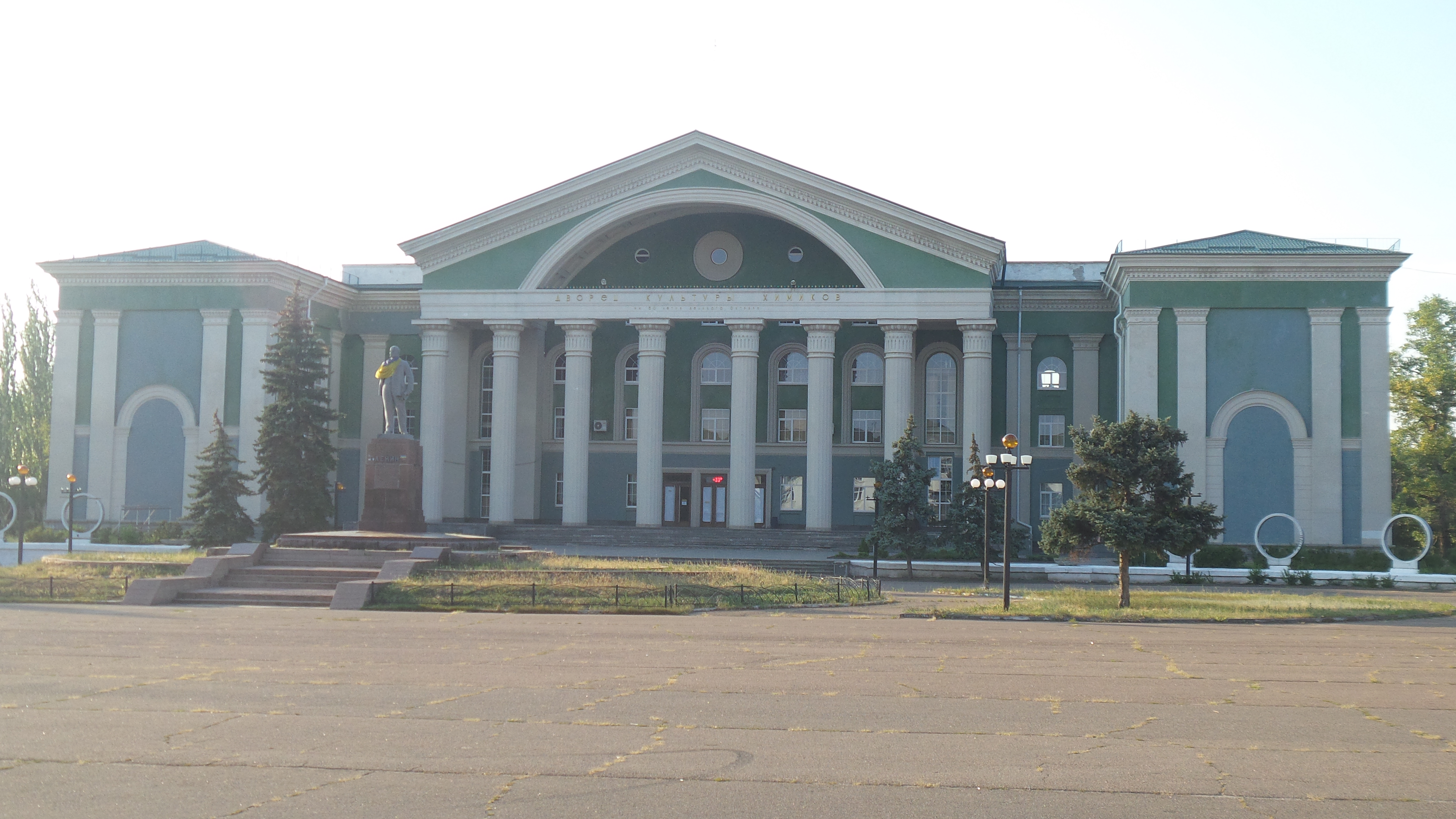
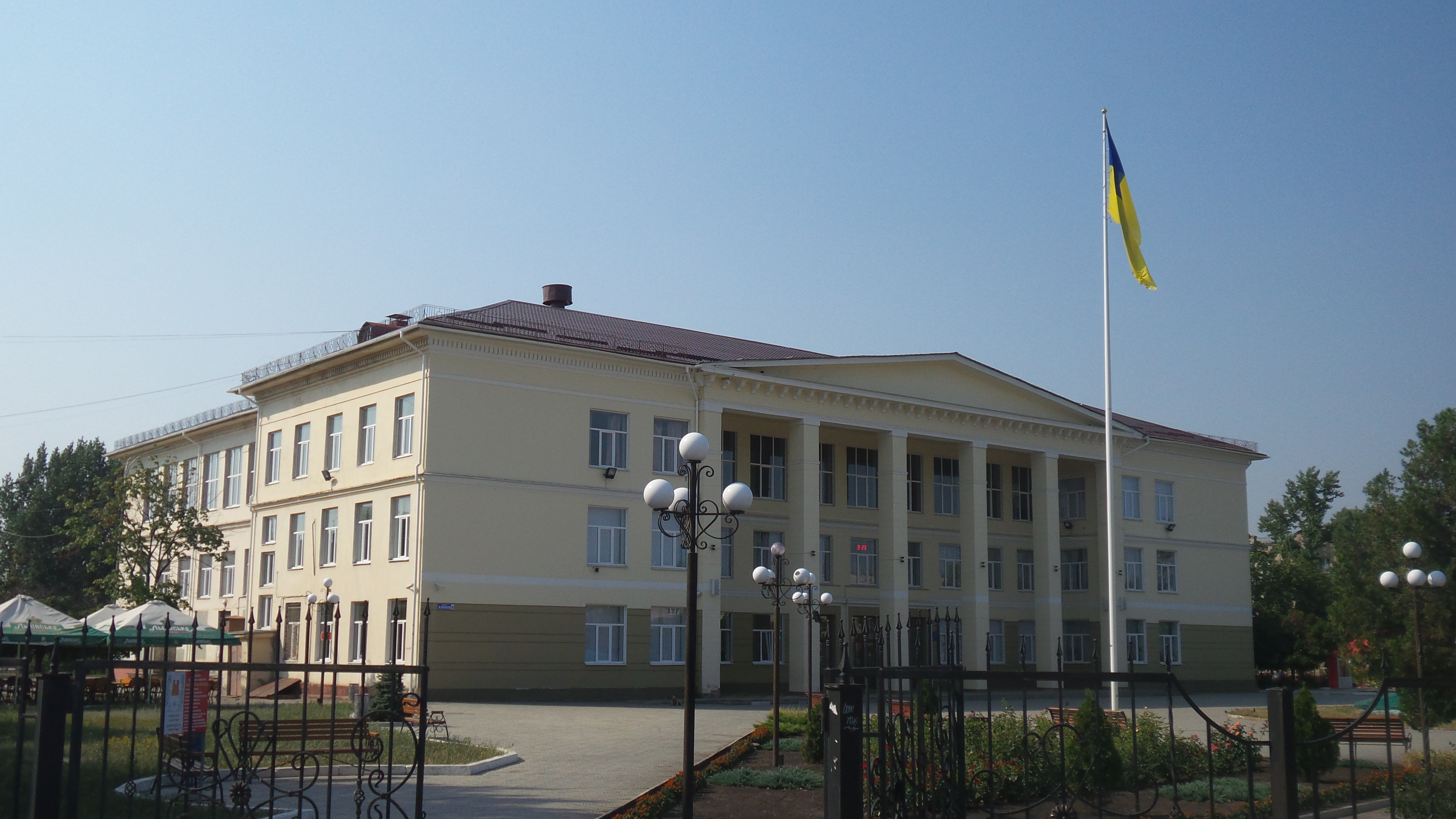
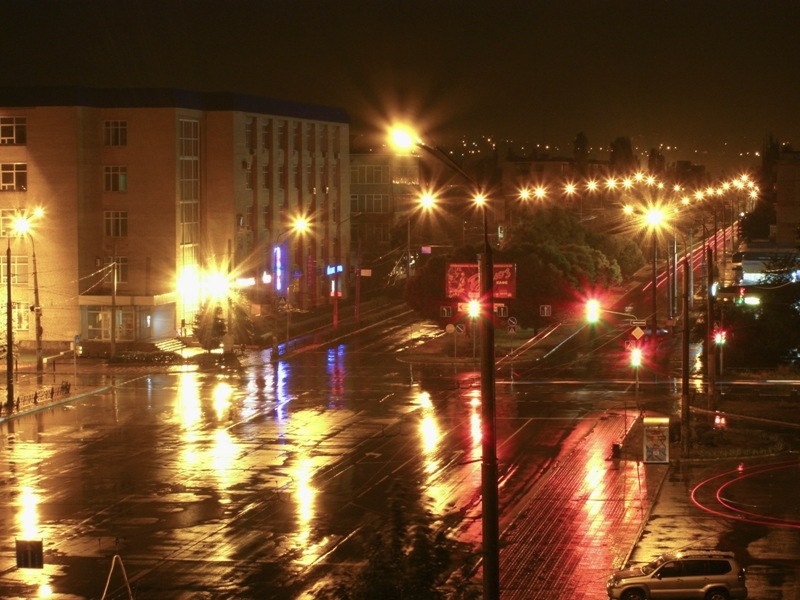
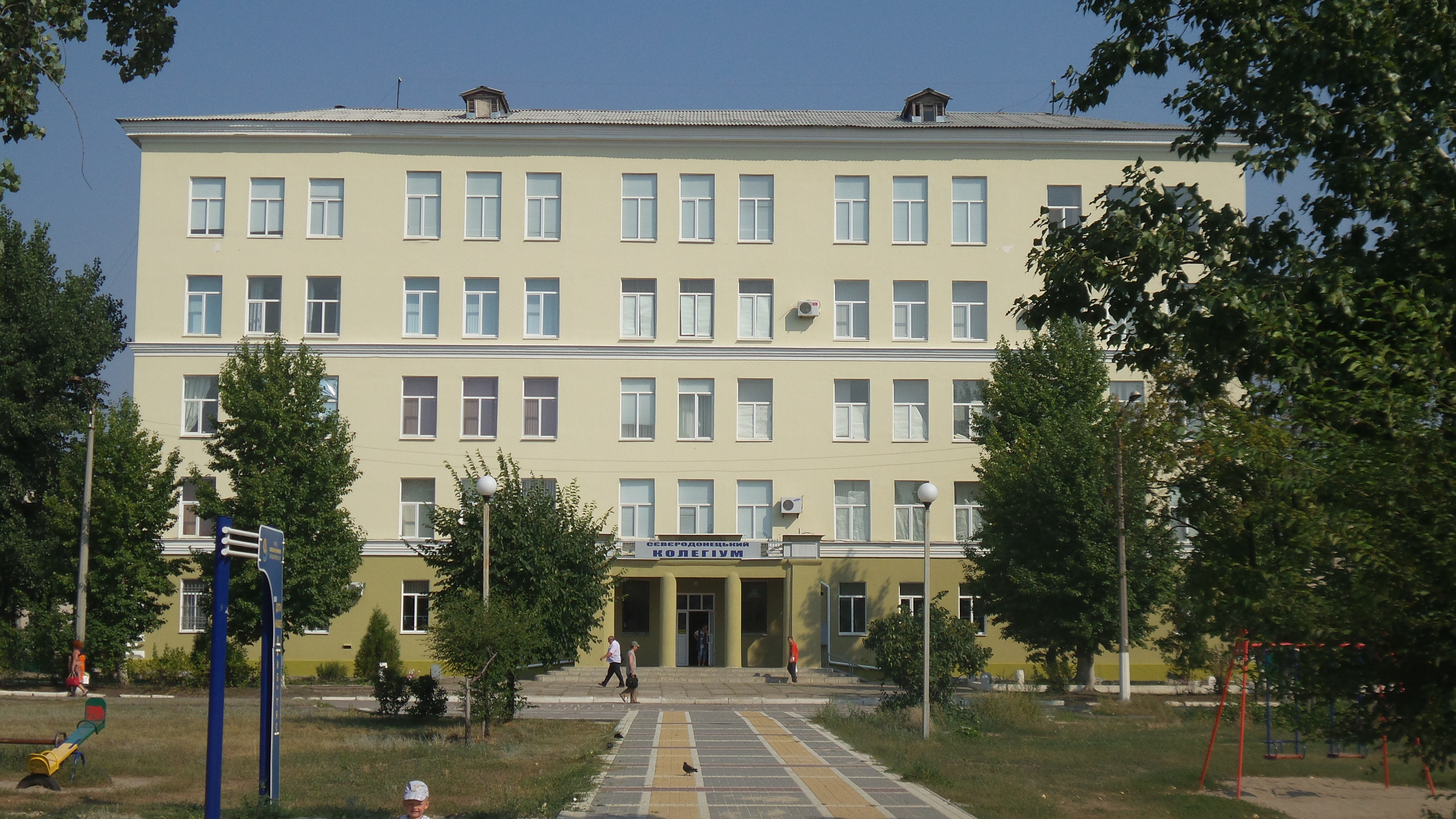
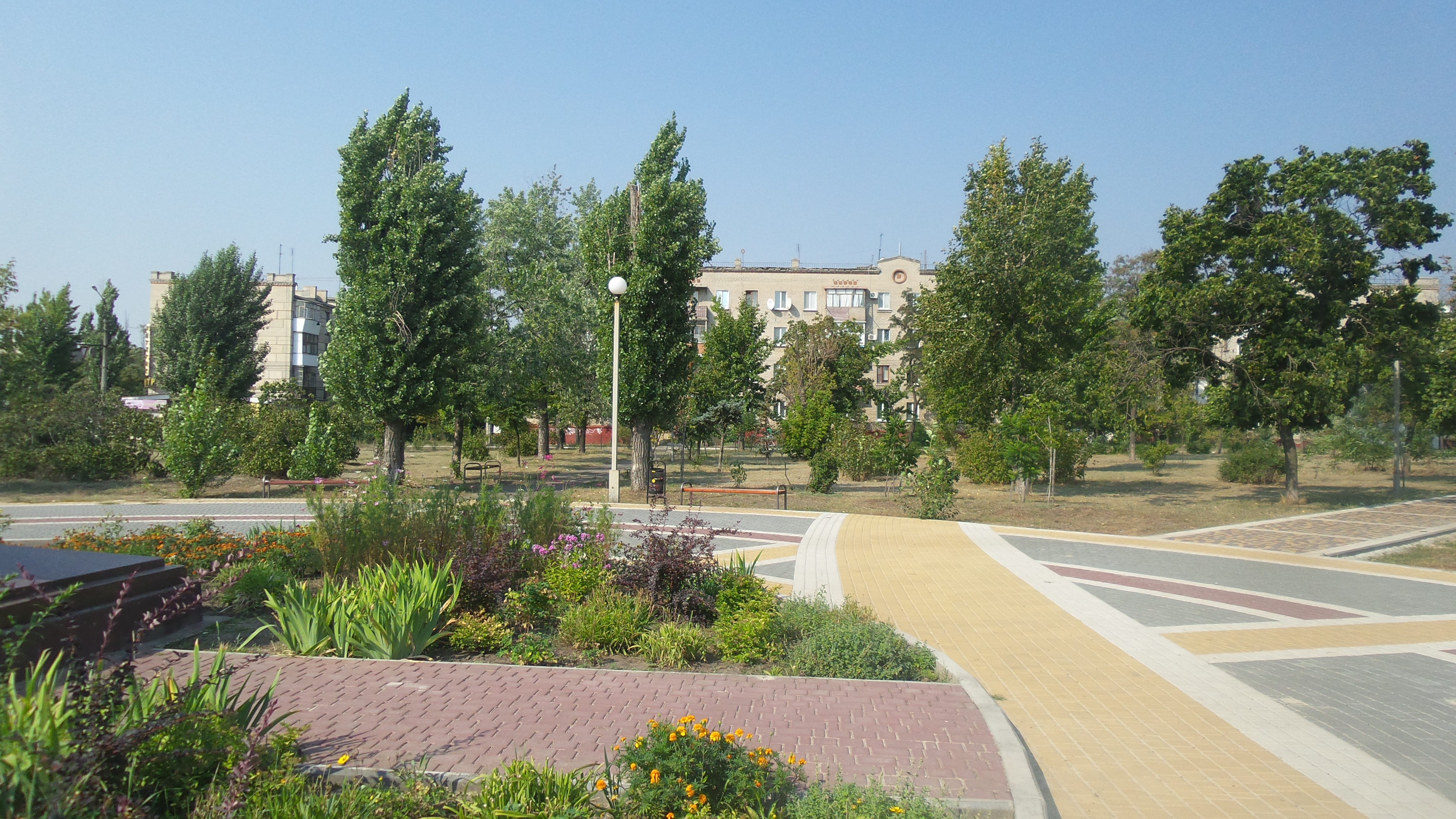
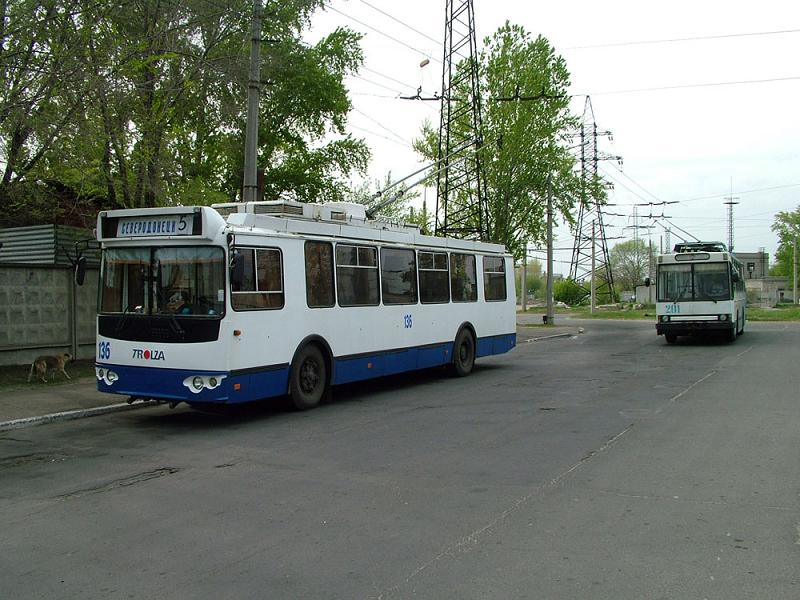

## مدن توأم
المدن التوأم:
- روفنو.

## أعلام
- نيكولاي دافيدينكو
- سنيجانا أونوبكا
- دميترو خريتشيشكين